# Juan Bravo
|  | Per a altres significats, vegeu «Juan Bravo Murillo». |

Juan Bravo (Atienza, Guadalajara, c. 1483 - Villalar de los Comuneros, Valladolid, 1521) fou un noble castellà conegut per la seva participació en la Revolta de les Comunitats de Castella.
Juan Bravo pertanyia a la baixa noblesa i va néixer a Atienza (Guadalajara), on el seu pare, Gonzalo Ortega Bravo de Laguna, era alcaide de la fortalesa. La seva mare, María de Mendoza, era filla del comte de Monteagudo (per tant, Juan Bravo era cosí de María Pacheco, l'esposa de Juan de Padilla i membre de la família de Mendoza). Mitjançant el seu matrimoni en 1504, amb Catalina del Río, passa a formar part del patriciat urbà de la ciutat de Segòvia, on es trasllada a viure. Van tenir una filla, que va prendre el nom de María de Mendoza (en aquella època es podia triar i mantenir el del pare, el de la mare o el d'un avantpassat de major rang).
Havent quedat vidu, en 1510 es casà amb María Coronel, filla d'Abraham Senior, regidor de Segòvia i ric convers. D'aquest segon matrimoni van néixer dos fills, Andrea Bravo de Mendoza i Juan Bravo de Mendoza. L’octubre de 1519 va ser designat regidor i cap de les milícies de Segòvia. En conèixer-se la concessió del servei al rei Carles en les Corts de La Corunya i la seva marxa a Alemanya (29 de maig de 1520), va dirigir una revolta contra el procurador en corts Rodrigo de Tordesillas, que va ser penjat. Els revoltats es van fer amb la ciutat i Juan Bravo organitza militarment la ciutat i dirigeix les operacions que impedeixen l'entrada a Segòvia de les tropes realistes de Rodrigo Ronquillo, enviades pel cardenal Adrià d'Utrecht, regente del rei. No obstant això, forces realistes es van fer fortes en l'Alcàsser de Segòvia i allí van romandre fins al final de la revolta comunera.
Bravo es va encarregar de mantenir relacions amb la resta de ciutats revoltades i partícips en la Revolta de les Comunitats de Castella i va acudir a Tordesillas a parlamentar amb la reina Joana per a demanar el seu suport (que no va aconseguir). Va conquistar Zaratán i Simancas en 1521, mentre que Juan de Padilla entrava a Torrelobatón el 25 de febrer. A continuació, va ajuntar les seves forces amb les de la Junta de Comuners de Valladolid, sense poder evitar la derrota davant les tropes reials a la batalla de Villalar el 23 d'abril de 1521. Fet presoner, va ser decapitat al costat de Juan de Padilla i Francisco Maldonado a Villalar el dia 24 d'abril de 1521.
Quan el seu cos va ser traslladat a Segòvia, les autoritats reals van haver de sufocar amb dificultat un gran tumult d'indignació. Davant la por que les restes es poguessin profanar, es van traslladar al municipi de Muñoveros (Segòvia), d'on era la seva dona Catalina del Río.